# Staatliche Plankennziffer
Als staatliche Plankennziffer bezeichnet man die wesentliche Kennziffer, die zur Ausarbeitung, Durchführung, Abrechnung und Kontrolle des Volkswirtschaftsplanes in der DDR verwendet wurde. Staatliche Plankennziffern waren bilanzierte Anforderungen des Staates an die Leistungs- und Effektivitätsentwicklung der Bereiche, Zweige, Territorien, Kombinate, Betriebe und Einrichtungen zur Durchsetzung der Erfordernisse der ökonomischen Strategie.
Sie wurden im Auftrag des Ministerrates der DDR von der staatlichen Plankommission und/oder vom Ministerium der Finanzen an die Ministerien und andere zentrale Staatsorgane sowie die Räte der Bezirke gegeben. Entsprechend der Planungsordnung wurden sie von diesen differenziert, umgesetzt und den unterstellten Kombinaten, Betrieben und Einrichtungen übergeben. 
Die staatlichen Plankennziffern waren die staatlichen Aufgaben als gesellschaftliche Mindestanforderung für die Ausarbeitung des Planentwürfe und die staatlichen Planauflagen als verbindliche gesellschaftliche Zielstellung für die Fertigstellung und Durchführung der Pläne.

## Umfang
Die staatlichen Plankennziffern umfassten vor allem:
- die grundlegenden Leistungs- und Effektivitätsaufgaben
- die Maßnahmen und Vorhaben der sozialistischen Rationalisierung
- die Aufgaben des Staatsplanes Wissenschaft und Technik, einschließlich der Staatsaufträge
- die Entwicklung und Nutzung der Grundfonds, der Investitionen und der Generalreparaturen
- die Aufgaben der materiell-technischen Versorgung und die Bilanzanteile zum Bezug volkswirtschaftlich wichtiger Energieträger, Rohstoffe, Materialien und Erzeugnisse
- die Anzahl der Arbeitskräfte, die Lohnfonds und die Zuführung von Absolventen und Lehrlingen
- wichtige finanzielle Kennziffern und Maßnahmen der materiellen Stimulierung; eine besondere Rolle dabei spielten die Leistungskennziffern.

## Bedeutung
Die Gestaltung der Nomenklatur der staatlichen Plankennziffer war von großer Bedeutung sowohl für die Stärkung der zentralen staatlichen Planung als auch für die Erhöhung der Verantwortung der Kombinate und Betriebe sowie der örtlichen Räte bei der Ausarbeitung und Verwirklichung der Pläne.
Die Nomenklatura der staatlichen Plankennziffer ist in der Planungsordnung festgelegt.